# Poolbillard-Panamerikameisterschaft 2012
Die Poolbillard-Panamerikameisterschaft 2012 war die 14. Austragung der vom amerikanischen Billardverband CPB veranstalteten Kontinentalmeisterschaft im Poolbillard. Ausgespielt wurden die Disziplinen 8-Ball, 9-Ball und 10-Ball. Die 10-Ball-Wettbewerbe fanden vom 2. bis 5. Februar 2012 in der bolivianischen Hauptstadt Sucre statt. Die Wettbewerbe im 9-Ball wurden vom 9. bis 12. Juli 2012 in Panama-Stadt ausgetragen, die 8-Ball-Wettbewerbe vom 16. bis 18. Juli 2012 in Managua in Nicaragua.

## Medaillengewinner
| Disziplin            | Gold             | Silber            | Bronze            |
| -------------------- | ---------------- | ----------------- | ----------------- |
| Herren – 8-Ball      | Jorge Llanos     | Ariel Casto       | Alexander Jimenez |
| Herren – 9-Ball      | Jalal Yousef     | Christopher Tevez | Enrique Rojas     |
| Herren – 10-Ball     | Ariel Casto      | Franklin Martinez | Enrique Rojas     |
| Damen – 8-Ball       | Carlynn Sánchez  | Soledad Ayala     | Fiama Rossati     |
| Damen – 9-Ball       | Mirjana Grujicic | Karen García      | Adriana Villar    |
| Damen – 10-Ball      | Mirjana Grujicic | Carlynn Sánchez   | Nataly Camacho    |
| Junioren – 9-Ball    | Ignacio Block    | Jerry Quintero    | Diego Castillo    |
| Juniorinnen – 9-Ball | Karen García     | Jhindri García    | Fiama Rossati     |